# ويليام مور
ويليام مور (بالإنجليزية: William Moore)‏ (2 أغسطس 1895 في المملكة المتحدة - 17 أغسطس 1932) هو لاعب كرة قدم أيرلندي في مركز جناح ‏. شارك مع منتخب أيرلندا لكرة القدم. أما مع النوادي، فقد لعب مع أردز وغلينتوران ونادي فالكيرك ولينكولن سيتي أف سي وBrantwood F.C. ‏.

## وصلات خارجية
- ويليام مور على موقع قاعدة بيانات كرة القدم.إي يو (الإنجليزية)